# Catalogazione semantica
La catalogazione semantica è la pratica che mira a individuare  il contenuto intellettuale di un documento e a riformularlo secondo regole permettendo così il reperimento e l'accesso al documento stesso.
Tradizionalmente si distingue in due rami, la soggettazione, o indicizzazione per soggetto, e la classificazione, che utilizzano strumenti diversi per raggiungere scopi differenti: l'una permette di reperire le risorse fornendo accesso diretto all'argomento (accesso alfabetico per soggetto), l'altra inquadra l'argomento dell'opera in un contesto disciplinare (accesso sistematico).